# Confrontos entre Siderúrgica e Villa Nova no futebol
Os confrontos entre o Esporte Clube Siderúrgica, de Sabará, e o Villa Nova Atlético Clube, de Nova Lima, constituíram uma importante rivalidade do futebol mineiro, a qual envolvia os maiores campeões estaduais fora de Belo Horizonte. Desde a desativação do departamento profissional de futebol do Siderúrgica em 1967, os clubes jamais se enfrentaram novamente.

## História

### Início
O Villa Nova foi fundado em 28 de junho de 1908, com o nome de Villa Nova Athletic Club, por trabalhadores ingleses da Saint John Del Rey Mining Company Limited, sendo o segundo clube mineiro mais antigo em atividade. O Siderúrgica teve uma origem semelhante, fundado no dia 31 de maio de 1930, por iniciativa de funcionários da Usina Siderúrgica Belgo-Mineira, sendo a Companhia patrocinadora do Clube, empenhando-se para o aprimoramento dos diversos departamentos deste, principalmente seu quadro de atletas profissionais.
No dia 9 de abril de 1933, os dois times se enfrentaram pela primeira vez, em um amistoso disputado em Sabará, no qual a equipe nova-limense venceu por 5 a 0.

### Destaque estadual
No Campeonato Mineiro de 1937, Siderúrgica e Villa Nova decidiram o título após um empate em números de pontos na primeira fase. O primeiro jogo ocorreu em Nova Lima, com vitória do Villa por 3 a 1. Na segunda partida, na Praia do Ó, o Esquadrão de Aço venceu por 3 a 0. No terceiro jogo, também em Sabará, o Siderúrgica venceu o rival por 1 a 0 e se sagrou campeão pela primeira vez, sendo o gol do título anotado por Arlindo.
Na década de 1930, o Siderúrgica conquistou um título estadual e foi vice-campeão duas vezes, enquanto o Villa Nova foi tetracampeão mineiro e vice em uma oportunidade. Os clubes, de cidades vizinhas e estádios separados por menos de 20 km, se tornaram as principais forças mineiras fora da capital, protagonizando um clássico de grande equilíbrio em confrontos diretos. O hino do Siderúrgica chegava a citar os rivais de Nova Lima, no verso "Não tem galo, nem raposa, nem leão".
Na final do Campeonato Mineiro de 1951, entre Atlético e Villa Nova, essa rivalidade motivou o Galo a propor à Federação para que o último jogo da decisão acontecesse na Praia do Ó. Enquanto buscava a anulação do terceiro jogo, interrompido aos 24 minutos do segundo tempo, o Atlético Mineiro insistia na marcação de outra partida em Sabará, na casa do Siderúrgica — maior rival do Leão na época — para contar com a simpatia dos torcedores locais, além dos seus próprios, a fim de pressionar os nova-limenses. Os últimos 21 minutos da decisão acabaram realmente acontecendo na Praia do Ó, porém, com portões fechados. O Villa Nova acabou se sagrando pentacampeão mineiro no estádio do Siderúrgica.

### Fim dos clássicos
Endividado pelos gastos para a campanha do título mineiro de 1964, o Siderúrgica perdeu o apoio financeiro da Belgo-Mineira em 1967. O Esquadrão de Ferro pediu licenciamento à Federação Mineira de Futebol e foi rebaixado no Campeonato Mineiro após o término da edição de 1966,[carece de fontes?] posteriormente extinguindo seu departamento de futebol profissional. Décadas depois, tentou retornar ao cenário do futebol profissional algumas vezes, disputando o Campeonato Mineiro da Segunda Divisão em 1993, 1997, 2007, 2011, 2012, 2015 e 2016. Entretanto, o Sidera não obteve o acesso em nenhuma das oportunidades.
A última partida entre o Leão e a Tartaruga aconteceu pelo Campeonato Mineiro de 1966, com vitória alvirrubra por 1 a 0 em casa.

## Estatísticas
- Segundo o site Futebol80, o confronto aconteceu 118 vezes, nas quais o Villa venceu 51, o Siderúrgica, 48 e 19 terminaram empatadas. Foram marcados 224 gols pelos alvirrubros e 213 pelos alvi-anis. Excluindo-se jogos pelo Torneio Início, foram 113 jogos, com 50 vitórias do Villa Nova, 47 vitórias do Siderúrgica e 16 empates. Sendo 223 gols marcados pelo Leão e 212 pelo Esquadrão.[4]
- Segundo o Almanaque do Leão do Bonfim (1908-2010) de 2011, escrito pelo jornalista e pesquisador Wagner Augusto Álvares de Freitas,[7] foram disputadas 111 partidas, com 50 vitórias do Villa Nova, 46 vitórias do Siderúrgica e 15 empates.
- A maior goleada do Villa Nova foi uma vitória por 8 a 0, em jogo amistoso no dia 12 de abril de 1936. Pelo lado do Siderúrgica, sua maior goleada foi em 12 de agosto de 1956 pelo placar de 6 a 2, em jogo válido pelo Campeonato Mineiro em Nova Lima.[4]

### Comparativo de Títulos
| Competições Nacionais               | Siderúrgica | Villa Nova |
| ----------------------------------- | ----------- | ---------- |
| Taça Brasil — Zona Sudeste Central* | 1           | 0          |
| Campeonato Brasileiro - Série B     | 0           | 1          |
| Competições Estaduais               | Siderúrgica | Villa Nova |
| Campeonato Mineiro                  | 2           | 5          |
| Campeonato Mineiro - Módulo II      | 1           | 2          |
| Campeão Mineiro do Interior**       | 1           | 4          |
| Taça Minas Gerais                   | 0           | 2          |
| Torneio Início                      | 4           | 5          |
| Total                               | 9           | 19         |

*Fase da Taça Brasil.
**Título atribuído, pela FMF, à equipe de melhor campanha no Campeonato Mineiro fora de Belo Horizonte, criado em 1965.